# Bo Gu
Qin Bangxian, mer känd som Bo Gu, född 14 maj 1907 i Wuxi, Jiangsu, död 8 april 1946 i Shanxi, var en kommunistisk kinesisk politiker som bland annat var generalsekreterare i Kinas kommunistiska parti,. Han var en välkänd medlem av de så kallade 28 bolsjevikerna.
Bo Gu engagerade sig redan tidigt politiskt, och var i likhet med många andra kineser vid samma tid oroade över de krigsherrar och utländska makter som under det tidiga 1900-talet kämpade om makten över Kina.
1925 studerade han vid Shanghais universitet, där kommunismen tidigt fått fäste. Hans engagemang för kommunismen växte, redan året därpå skickades han till Sun Yat-sen-universitetet i Moskva. Här studerade han marxism-leninism och lärde känna andra kinesiska revolutionärer. Bland dem fanns Wang Ming, Zhang Wentian, Wang Jiaxiang och Yang Shangkun. Dessa och ett antal ytterligare kinesiska kommunister kom att grunda gruppen De 28 bolsjevikerna, som under de kommande åren fick allt mer markerat inflytande över den kinesiska kommunismen.
1932 utsågs han till generalsekreterare i kommunistpartiet och blev därmed den viktigaste ledaren i Kinesiska sovjetrepubliken i Jiangxi. Sedan Zhou Enlai misslyckats med att leda motståndet mot Chiang Kai-sheks femte inringningskampanjer mot kommunisterna utsåg Komintern Bo Gu till politisk kommissarie över Röda armén. Den 16 oktober 1934 beslutade Bo Gu, Zhou Enlai och Luo Fu, i samråd med Komintern-rådgivaren Otto Braun att retirera ur Jiangxi och hitta ett nytt basområde. Mao Zedong befann sig vid detta tillfälle i periferin av partiledningen och fick inte reda på uttåget förrän det inletts. Vid Zunyikonferensen i januari 1935 förlorade Bo dock sin ställning till förmån för Mao.
När den röda armén nådde sitt nya basområde i Yan'an var Bo fortfarande formellt i ledningen, men spelade en allt mer perifer roll i partiet. Han förblev dock var aktiv kommunist under hela sitt liv och var närvarande när Mao efter Andra världskriget förhandlade med Kuomintang i Chongqing för att undvika inbördeskrig. Han dog 1946 i flygkrasch, i vilken även bland andra general Ye Ting dödades.